# Rościsław Iwanow-Ruszkiewicz
Rościsław Iwanow-Ruszkiewicz (Mikulicach, 22 giugno 1919 – Kościan, 16 settembre 1990) è stato un cestista, pallavolista e pallamanista polacco.

## Carriera
Con la Polonia ha disputato i Campionati europei del 1946.

## Palmarès

### Pallacanestro
- Campionato polacco: 2

Lech Poznań: 1948-49, 1950-51